# The Five Billion Dollar Legacy

The Five Billion Dollar Legacy est un film hongkongais réalisé par Umetsugu Inoue, sorti en 1970 au cinéma.

## Synopsis
Une série de décès successifs ponctue la fabuleuse succession qui attribue à son récipiendaire la somme de 5 millions de dollars.

## Fiche technique
- Titre : The Five Billion Dollar Legacy
- Réalisation : Umetsugu Inoue
- Scénario : U. Inoue
- Société de production : Shaw Brothers
- Pays d'origine : Hong Kong
- Format : Couleurs - 2,35:1 - Mono - 35 mm
- Genre : suspense ; film d'héritage
- Durée :
- Date de sortie : 1970

## Distribution
- Margaret Hsing Hui : 	Situ Pei-fang
- Wang Ping : Peng Jing-xian
- Chin Feng : dr Zhang
- Tsang Choh-lam : un collègue de Pei-fang